# Dyskolos
Dyskolos (en griego antiguo: ὁ Δύσκολος, ho Dúskolos; en español: El misántropo o El arisco) es una antigua comedia griega, la obra más completa de Menandro que perdura hasta el día de hoy. Pertenece a la Comedia nueva.
Fue presentada por primera vez en el festival de Leneas en 317-16 a. C. en el que Menandro obtuvo el primer premio por su obra.
Durante mucho tiempo solo se conoció a través de citas fragmentarias; pero un manuscrito en papiro de la obra Dyskolos, casi completa, que data del siglo III, se recuperó en Egipto en 1952 y forma parte de los Papiros Bodmer y Papiros Oxirrinco. La obra fue publicada en 1958 por Victor Martin.

## Argumento

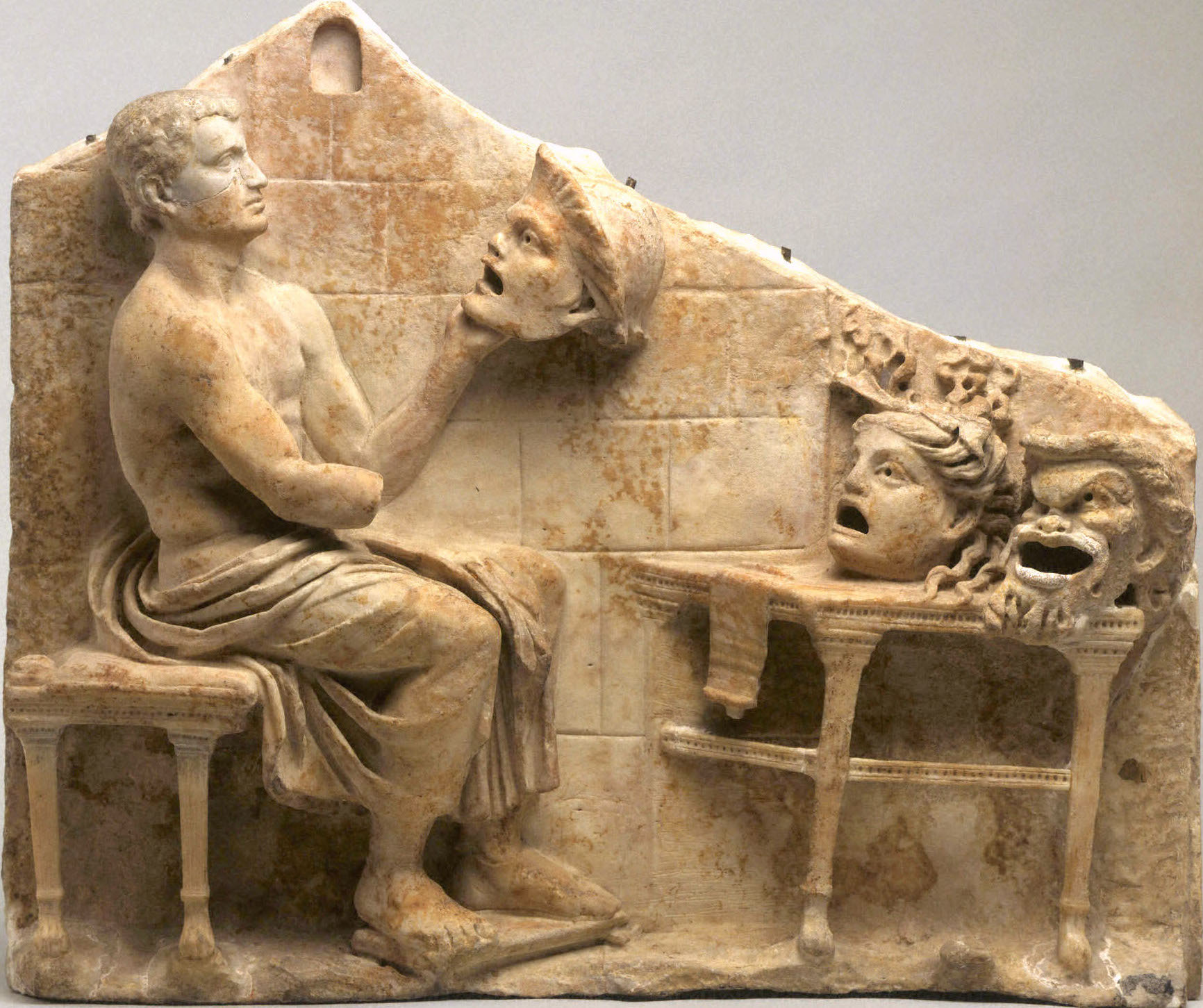
Relieve que representa a Menandro con máscaras de la Comedia nueva. Museo de Arte de la Universidad de Princeton.

La obra gira en torno al personaje de Cnemón, viejo gruñón, huraño y desconfiado, que se ha apartado de la ciudad para refugiarse en su finca de la campiña del Ática. Allí mismo, pero en casas separadas, viven su mujer y Gorgias, un hijo que ésta aportó al matrimonio, y un esclavo; en otra casa, Cnemón con su hija. El dios Pan, sitúa al espectador en los antecedentes de la acción dramática. El joven Sóstrato, hijo del hacendado Calípides, está enamorado de la hija de Cnemón, y una mañana, acompañado de Quéreas, aciertan a pasar por las cercanías de la morada de Cnemón. Pirrias, esclavo de Sóstrato, aparece en escena perseguido a pedradas por el viejo; su misión de parlamentar con Cnemón sobre las pretensiones de Sóstrato con la muchacha ha fracasado. Cnemón va teniendo encontronazos con diferentes personajes, incluso con Gorgias, su hijastro; éste que se ha ofrecido a ayudar a los jóvenes enamorados, trabajando como labrador con Cnemón, tampoco consigue nada. Pero Cnemón, que se ha caído a un pozo, es salvado por Gorgias. Aquel, que para nada confiaba en los demás, ve que alguien es capaz de arriesgarse por salvarlo. Se produce una especie de conversión. El antiguo misántropo, cree ahora en los demás, aunque desde luego tiene que purgar con el escarmiento que le propinan el esclavo Getas y el cocinero Sicón en venganza por el trato recibido anteriormente. Finalmente el viejo muda de carácter, la joven y Sóstrato se casan e, igualmente, Gorgias con una hermana de aquel y se organiza el banquete nupcial, al que también acaba incorporándose Cnemón.